# Skyscrapers
Pour les articles homonymes, voir Skyscraper (homonymie).
Pour plus de détails, voir Fiche technique et Distribution.
Skyscrapers est un film américain réalisé en 1906

## Synopsis
Un nouveau gratte-ciel est en construction à New York, et de nombreux ouvriers sont occupés à des tâches dangereuses très haut au-dessus du sol. Lorsque l'un des travailleurs, Dago Pete, commence délibérément un combat, il est immédiatement renvoyé. Mais le travailleur libéré revient bientôt avec l'intention de commettre un vol et se venger, pouvant mettre en danger la vie de plusieurs autres.

## Fiche technique
- Titre original : Skyscrapers ou The Skyscrapers of New-York
- Photographie : F.A. Dobson
- Société de production : American Mutoscope and Biograph Company
- Pays de production :  États-Unis
- Lieu de tournage : New York
- Genre : Drame
- Durée : 11 minutes
- Date de sortie :
  - États-Unis : 8 décembre 1906

## Distribution
- Gene Gauntier
- Jim Slevin